# Jamaicabekard
Jamaicabekard (Pachyramphus niger) är en fågel i familjen tityror inom ordningen tättingar.

## Utbredning och systematik
Fågeln förekommer enbart i skogklädda kullar på Jamaica. Den behandlas som monotypisk, det vill säga att den inte delas in i några underarter.

## Status
IUCN kategoriserar arten som livskraftig.